# Бурабай (национальный парк)
Государственный национальный природный парк «Бурабай» (каз. «Бурабай» мемлекеттік ұлттық табиғи паркі; в СССР — «Государственный заповедник и курорт Боровое») — природная охраняемая территория вокруг озера Боровое, в Бурабайском районе Акмолинской области Казахстана. В пределах заповедных зон национального парка запрещается любая хозяйственная деятельность, рекреационное использование и действует режим, соответствующий режиму заповедников. Национальный парк находится в ведении Управления делами Президента Республики Казахстан.
В настоящее время общая площадь национального парка составляет 129 485 гектаров.
Бурабай называют казахской Швейцарией

## История
В 1850 году казаки Российской империи основали выселок Щучинский, к 1870 годам — станицу Боровская, отсюда название всей местности — «Боровое»
В 1898 году в лесах вокруг озера Боровое в было создано Казённое лесничество для охраны лесов.
C 1910 года был основан курорт для лечения больных туберкулёза лёгких и других заболеваний.
В советское время с 1920 года земли вокруг поселения Боровое были признаны курортом общегосударственного значения в РСФСР.
В 1935 году в СССР на севере Казахской АССР был организован «Государственный заповедник Боровое». В 1941—1943 годах сюда были эвакуированы учёные АН СССР.
В 1951 году заповедник был ликвидирован, и вместо него было образовано «Боровское лесное хозяйство».
В Казахстане, в 1997 году Боровское лесное хозяйство было преобразовано в государственное учреждение «Природно-оздоровительный лесной комплекс „Бурабай“».
В 2000 году создано государственное учреждение «Государственный национальный природный парк „Бурабай“» на площади 83 511 гектаров, из них 47 600 га покрыто лесом. В 2010 году площадь парка была расширена до 129 935 га. В 2012 году 370 гектар были переведены в категорию земель запаса.
Национальный парк является природоохранным государственным учреждением, входящим в систему особо охраняемых природных территорий республиканского значения и находится в ведении Управления Делами Президента Республики Казахстан.
Основные задачи национального парка «Бурабай»:
- сохранение целостности экосистем, эталонных и уникальных природных комплексов и объектов, памятников истории, культуры и других объектов исторического наследия, а также их изучение;
- восстановление нарушенных природных и историко-культурных комплексов и объектов.

Так как национальный парк входит в систему особо охраняемых природных территорий, то на его территории вводится понятие режимности. В зависимости от режимов охраны и целей использования природных ресурсов осуществляется функциональное зонирование.
В пределах заповедных зон национального парка запрещается любая хозяйственная деятельность, рекреационное использование и действует режим, соответствующий режиму заповедников.
Важным элементом защиты природных комплексов национального парка, участков земли и водного пространства являются охранные зоны с ограниченным режимом природопользования.

## Климат
Континентальный климат, но с умеренно холодной зимой и тёплым летом. Осадков около 400 мм в год.

## Флора и фауна
На территории произрастает 754 видов растений. 79 из них нуждаются в охране. 21 занесены в Красную книгу Казахстана. 65 % всей древесной растительности составляет сосна, 31 % — берёза, 3 % — осина и 1 % — кустарники[какие?].
Благодаря разнообразию растительного мира очень богата фауна: здесь обитает 48 видов животных, что составляет 36 % всей фауны Казахстана, причём 40 % из них обитают здесь на границах своих ареалов проживания, 1 вид занесен в Красную книгу.
Животный мир Бурабая гораздо богаче, чем в окружающих его степях. Характерно смешение элементов фауны степей, лесов и гор. Здесь встречаются как европейские, так и сибирские виды, представители типичных северных и южных видов животных. В настоящее время в лесах водятся олень, в том числе и асканийский олень, лось, кабан, косуля, белка, горностай, ласка, лесная куница. Из хищников встречаются волк и рысь. В степи и лесостепи часто встречаются лисицы, корсаки, хорьки и зайцы — русак и беляк, в лесах обычен барсук.
Многообразен мир пернатых: гоголь, кряква, серая утка, шилохвость, чирок, огарь, зуек, чибис, перевозчик, черныш. Большое количество водоплавающей птицы бывает на озёрах осенью, во время перелёта. В сухих каменных борах и по окраинам лесов, в берёзовой лесостепи, встречается серая куропатка и глухарь.